# Lijst van wielerploegen/2010
Hieronder volgt een lijst van officieel door de UCI geregistreerde wielerploegen in 2010.

## UCI ProTour wielerploegen2010
| UCI-code | Ploegnaam           | Land                |
| -------- | ------------------- | ------------------- |
| ALM      | AG2R-La Mondiale    | Frankrijk           |
| AST      | Astana              | Kazachstan          |
| EUS      | Euskaltel-Euskadi   | Spanje              |
| FDL      | FDJ                 | Frankrijk           |
| FOT      | Footon-Servetto     | Spanje              |
| GCE      | Caisse d'Epargne    | Spanje              |
| GRM      | Garmin Transitions  | Verenigde Staten    |
| KAT      | Team Katjoesja      | Rusland             |
| LAM      | Lampre-Farnese Vini | Italië              |
| LIQ      | Liquigas-Doimo      | Italië              |
| MOV      | Team Movistar       | Spanje              |
| MRM      | Team Milram         | Duitsland           |
| OLO      | Omega Pharma-Lotto  | België              |
| QST      | Quick·Step          | België              |
| RAB      | Rabobank            | Nederland           |
| RSH      | Team RadioShack     | Verenigde Staten    |
| SAX      | Team Saxo Bank      | Denemarken          |
| SKY      | SKY Procycling      | Verenigd Koninkrijk |
| THR      | Team HTC-Columbia   | Verenigde Staten    |

## Professionele Continental Teams 2010

### PloegenUCI America Tour 2010
| UCI-code | Ploegnaam                                 | Land             |
| -------- | ----------------------------------------- | ---------------- |
| SJC      | Scott-Marcondes Cesar-São José dos Campos | Brazilië         |
| BMC      | BMC Racing Team                           | Verenigde Staten |

### PloegenUCI Europe Tour 2010
| UCI-code | Ploegnaam                                       | Land                |
| -------- | ----------------------------------------------- | ------------------- |
| VBG      | Vorarlberg-Corratec                             | Oostenrijk          |
| LAN      | Landbouwkrediet                                 | België              |
| TSV      | Topsport Vlaanderen-Mercator                    | België              |
| ACA      | Andalucía-Cajasur                               | Spanje              |
| XAC      | Xacobeo Galicia                                 | Spanje              |
| BTL      | Bbox Bouygues Télécom                           | Frankrijk           |
| COF      | Cofidis, Le crédit en ligne                     | Frankrijk           |
| SAU      | Saur-Sojasun                                    | Frankrijk           |
| CMO      | Carmiooro NGC                                   | Verenigd Koninkrijk |
| FLM      | Ceramica Flaminia                               | Ierland             |
| COG      | Colnago-CSF Inox                                | Ierland             |
| DER      | De Rosa-Stac Plastic                            | Ierland             |
| ASA      | Acqua & Sapone-D'Angelo & Antenucci             | Italië              |
| AND      | Androni Giocattoli-Serramenti PVC Diquigiovanni | Italië              |
| ISD      | ISD-Neri                                        | Italië              |
| SKS      | Skil-Shimano                                    | Nederland           |
| VAC      | Vacansoleil Pro Cycling Team                    | Nederland           |
| CCC      | CCC Polsat Polkowice                            | Polen               |
| CTT      | Cervélo TestTeam                                | Zwitserland         |

In de UCI Africa Tour, de UCI Oceania Tour en de UCI Asia Tour komen momenteel geen professionele ploegen uit.

## UCI Continental Teams 2010

### PloegenUCI Africa Tour 2010
| UCI-code | Ploegnaam    | Land        |
| -------- | ------------ | ----------- |
| MTN      | MTN Energade | Zuid-Afrika |

### PloegenUCI America Tour 2010
| UCI-code | Ploegnaam                               | Land             |
| -------- | --------------------------------------- | ---------------- |
| FUN      | Funvic-Pindamonhangaba                  | Brazilië         |
| CSM      | Spidertech presented by Planet Energy   | Canada           |
| CEP      | Café de Colombia-Colombia es Pasión     | Colombia         |
| EPM      | EPM-UNE                                 | Colombia         |
| BOY      | Boyacá Orgullo de América               | Colombia         |
| ADG      | Adageo Energy                           | Verenigde Staten |
| BFN      | Bahati Foundation                       | Verenigde Staten |
| BPC      | Bissell Pro Cycling                     | Verenigde Staten |
| JSH      | Jamis-Sutter Home                       | Verenigde Staten |
| JBC      | Jelly Belly presented by Kenda          | Verenigde Staten |
| KBS      | Kelly Benefit Strategies                | Verenigde Staten |
| KPC      | Kenda presented by Gear Grinder         | Verenigde Staten |
| TMK      | Mountain Khakis fueled by Jittery Joe's | Verenigde Staten |
| TT1      | Team Type 1                             | Verenigde Staten |
| TLS      | Trek Livestrong U23                     | Verenigde Staten |
| UHC      | Unitedhealthcare presented by Maxxis    | Verenigde Staten |

### PloegenUCI Asia Tour 2010
| UCI-code | Ploegnaam                         | Land       |
| -------- | --------------------------------- | ---------- |
| HBR      | Holy Brother                      | China      |
| MPC      | Marco Polo Cycling Team           | China      |
| MSS      | Max Success Sports                | China      |
| TYD      | Qinghai Tianyoude Cycling Team    | China      |
| PSN      | Polygon Sweet Nice                | Indonesië  |
| IAU      | Azad University Team              | Iran       |
| TPT      | Tabriz Petrochemical Cycling Team | Iran       |
| VAK      | Vali ASR Kerman Team              | Iran       |
| AIS      | Aisan Racing Team                 | Japan      |
| BGT      | Bridgestone Anchor                | Japan      |
| SMN      | Shimano Racing                    | Japan      |
| PPO      | Team Nippo (2010)                 | Japan      |
| BLZ      | Utsunomiya Blitzen                | Japan      |
| GGA      | Geumsan Ginseng Asia              | Zuid-Korea |
| KSP      | KSPO                              | Zuid-Korea |
| SCT      | Seoul Cycling                     | Zuid-Korea |
| L2A      | LeTua Cycling Team                | Maleisië   |
| ACT      | Action Cycling Team               | Taiwan     |
| GNT      | Giant Asia Racing Team            | Taiwan     |

### PloegenUCI Europe Tour 2010
| UCI-code | Ploegnaam                          | Land                |
| -------- | ---------------------------------- | ------------------- |
| CKT      | CKT Tmit-Champion System           | Armenië             |
| RAD      | Arbö Gourmetfein Wels              | Oostenrijk          |
| KTM      | Arbö KTM-Gebrüder Weiss            | Oostenrijk          |
| TYR      | Tyrol Team                         | Oostenrijk          |
| SKT      | An Post-Sean Kelly                 | België              |
| BKP      | BKCP-Powerplus                     | België              |
| JVB      | Jong Vlaanderen-Bauknecht          | België              |
| PCW      | Lotto-Bodysol                      | België              |
| PCO      | Palmans-Cras                       | België              |
| QCT      | Qin Cycling Team                   | België              |
| SUN      | Sunweb-Revor                       | België              |
| FID      | Telenet-Fidea                      | België              |
| WIL      | Verandas-Willems                   | België              |
| HEM      | Hemus 1896-Vivelo                  | Bulgarije           |
| LOB      | Loborika                           | Kroatië             |
| MKT      | Meridiana Kamen Team               | Kroatië             |
| ASP      | AC Sparta Praha                    | Tsjechië            |
| PSK      | PSK Whirlpool-Author               | Tsjechië            |
| GLU      | Glud&Marstrand-LRØ Rådgivning      | Denemarken          |
| VPC      | Concordia Forsikring-Himmerland    | Denemarken          |
| DBW      | Designa Køkken–Blue Water          | Denemarken          |
| TEF      | Energi Fyn                         | Denemarken          |
| VMC      | Burgos 2016-Castilla y León        | Spanje              |
| CJR      | Caja Rural                         | Spanje              |
| ORB      | Orbea                              | Spanje              |
| KCT      | Kalev Chocolate Team-Kuota         | Estland             |
| AUB      | BigMat-Auber 93                    | Frankrijk           |
| BSC      | Bretagne-Schuller                  | Frankrijk           |
| RLM      | Roubaix Lille Métropôle            | Frankrijk           |
| EDR      | Endura Racing                      | Verenigd Koninkrijk |
| MPT      | Motorpoint-Marshalls Pasta         | Verenigd Koninkrijk |
| RCS      | Rapha Condor-Sharp                 | Verenigd Koninkrijk |
| SGS      | Sigmasport Specialized             | Verenigd Koninkrijk |
| RAL      | Team Raleigh                       | Verenigd Koninkrijk |
| THF      | Heizomat                           | Duitsland           |
| LKT      | LKT Team Brandenburg               | Duitsland           |
| TSS      | Seven Stones                       | Duitsland           |
| TRS      | Team Kuota-Indeland                | Duitsland           |
| APP      | Team NetApp                        | Duitsland           |
| TSP      | Team Nutrixxion Sparkasse          | Duitsland           |
| TET      | Thüringer Energie Team             | Duitsland           |
| TKT      | Heraklion Kastro-Murcia            | Griekenland         |
| SPT      | SP Tableware                       | Griekenland         |
| WOB      | Team Worldofbike.Gr                | Griekenland         |
| BUC      | Betonexpressz 2000-Universal Caffe | Hongarije           |
| CDC      | CDC-Cavaliere                      | Italië              |
| MIE      | Miche                              | Italië              |
| CCD      | Continental Team Differdange       | Luxemburg           |
| CJP      | Cyclingteam Jo Piels               | Nederland           |
| RB3      | Rabobank Continental Team          | Nederland           |
| VVE      | Van Vliet EBH Elshof               | Nederland           |
| TJB      | Joker Bianchi                      | Noorwegen           |
| PBC      | Plussbank Cervelo                  | Noorwegen           |
| KRA      | Ringeriks-Kraft                    | Noorwegen           |
| SPV      | Sparebanken Vest-Ridley            | Noorwegen           |
| AKT      | Aktio Group Mostostal Pulawy       | Polen               |
| DHL      | DHL-Author                         | Polen               |
| LEG      | Legia-Felt                         | Polen               |
| MRO      | Mroz Active Jet                    | Polen               |
| RWD      | Romet Weltour Debica               | Polen               |
| BSP      | Barbot-Siper                       | Portugal            |
| CCL      | Centro Ciclismo de Loulé-Louletano | Portugal            |
| LRM      | LA Rota dos Moveis                 | Portugal            |
| BOA      | Madeinox-Boavista                  | Portugal            |
| PRT      | Palmeiras Resort-Prio              | Portugal            |
| TCT      | Tusnad Cycling Team                | Roemenië            |
| TIK      | Itera-Katusha                      | Rusland             |
| KTA      | Katyusha Continental Team          | Rusland             |
| KUB      | Koeban                             | Rusland             |
| MOW      | Moscow                             | Rusland             |
| ADR      | Adria Mobil                        | Slovenië            |
| ODK      | Obrazi delo Revije                 | Slovenië            |
| SAK      | Sava                               | Slovenië            |
| RAR      | Zheroquadro Radenska               | Slovenië            |
| ZAN      | Partizan Srbija                    | Servië              |
| ARH      | Atlas Personal-BMC                 | Zwitserland         |
| PCB      | Price-Custom Bikes                 | Zwitserland         |
| DUK      | Dukla Trencin Merida               | Slowakije           |
| SPK      | Team Sprocket                      | Zweden              |
| AMO      | Amore&Vita-Conad                   | Oekraïne            |
| ISE      | ISD Continental Team               | Oekraïne            |
| KLS      | Kolls Cycling Team                 | Oekraïne            |

### PloegenUCI Oceania Tour 2010
| UCI-code | Ploegnaam               | Land          |
| -------- | ----------------------- | ------------- |
| DPC      | Drapac-Porsche Cycling  | Australië     |
| VAU      | Fly V Australia         | Australië     |
| GEN      | Genesys Wealth Advisers | Australië     |
| JAS      | Team Jayco-Skins        | Australië     |
| SWA      | Subway-Avanti           | Nieuw-Zeeland |